# Villeny
Villeny ist eine französische Gemeinde mit 494 Einwohnern (Stand: 1. Januar 2022) im Département Loir-et-Cher in der Region Centre-Val de Loire; sie gehört zum Arrondissement Romorantin-Lanthenay und zum Kanton Chambord.

## Geographie
Villeny liegt etwa 33 Kilometer ostnordöstlich von Blois in der Seenlandschaft Sologne an der Grenze zum Département Loiret. Umgeben wird Villeny von den Nachbargemeinden Ligny-le-Ribault im Norden, Yvoy-le-Marron im Osten, La Marolle-en-Sologne im Süden und Südosten, Montrieux-en-Sologne im Süden, Dhuizon im Westen und Südwesten sowie La Ferté-Saint-Cyr im Westen und Nordwesten.

## Bevölkerungsentwicklung
| Jahr                       | 1962 | 1968 | 1975 | 1982 | 1990 | 1999 | 2006 | 2014 | 2022 |
| Einwohner                  | 488  | 461  | 381  | 336  | 324  | 334  | 358  | 486  | 494  |
| Quellen: Cassini und INSEE |      |      |      |      |      |      |      |      |      |

## Sehenswürdigkeiten
- Kirche Saint-Martin, Monument historique
- Schloss Bonneville
- Schloss Villers
- Schloss Mont Collier
- Schloss La Giraudière